# Cernat
Cernat (in ungherese Csernáton) è un comune della Romania di 4000 abitanti, ubicata nel distretto di Covasna, nella regione storica della Transilvania.
Il comune è formato dall'unione di 3 villaggi: Albiș, Cernat, Icafalău.